# Riccardo Garrone
Riccardo Garrone (ur. 23 stycznia 1936 w Genui, zm. 21 stycznia 2013 w Grondonie) – włoski przedsiębiorca.
W 1963, po nagłej śmierci ojca, przejął zarządzanie firmą ERG. Dzięki jego działaniom firma przeżyła rozwój, dokonując przejęcia innych spółek (Elf Italiana i Chevron Italiana), a także uczestnicząc w budowie rafinerii ISAB w Priolo Gargallo, jednej z największych inwestycji przemysłowych na Sycylii. Wspierał życie kulturalne, między innymi współfinansował odbudowę Teatro Carlo Felice w Genui. Za swoją działalność w 1993 został odznaczony Orderem Zasługi za Pracę. W 2003 przekazał zarządzanie firmą synowi.
W 2002 został właścicielem klubu piłkarskiego UC Sampdoria, z którym powrócił do Serie A oraz występów w europejskich pucharach i przez 11 lat był jego prezesem. Pełnił także funkcję prezesa zarządu Banco di San Giorgio.
W 2005 otrzymał tytuł doktora honoris causa z inżynierii chemicznej na Uniwersytecie Genueńskim – był absolwentem tego kierunku na tej uczelni z 1961. Jego imieniem nazwano kompleks sportowy Campo Sportivo Riccardo Garrone w Bogliasco, z którego korzysta między innymi akademia piłkarska Sampdorii i kobieca sekcja piłkarska klubu.
Zmarł 21 stycznia 2013 w swojej willi w Grondonie na raka wątroby. Jego pogrzeb odprawił ówczesny arcybiskup Genui, kardynał Angelo Bagnasco.